# Marquesado de Chávarri
El marquesado de Chávarri es un título nobiliario español creado por el rey Alfonso XIII en favor de Benigno de Chávarri y Salazar, diputado a Cortes y senador del reino, mediante real creto del 22 de enero de 1914 y despacho expedido el 19 de febrero del mismo año.

## Marqueses de Chávarri
|                           | Titular                              | Periodo                   |
| Creación por Alfonso XIII | Creación por Alfonso XIII            | Creación por Alfonso XIII |
| ------------------------- | ------------------------------------ | ------------------------- |
| I                         | Benigno de Chávarri y Salazar        | 1914-1933                 |
| II                        | José María de Chávarri y Aldecoa     | 1933-1935                 |
| III                       | María Isabel de Chávarri Aldecoa     | 1956-1975                 |
| IV                        | José Ignacio Alcalá-Galiano y Ferrer | 1980-hoy                  |

## Historia de los marqueses de Chávarri
- Benigno de Chávarri y Salazar (1856-1933), I marqués de Chávarri, destacado financiero vizcaíno.[1][3]

Casó con Juana de Aldecoa y Goyarrola. El 13 de julio de 1933 le sucedió su hijo:
- José María de Chávarri y Aldecoa (1884-Madrid, 1 de marzo de 1935), II marqués de Chávarri.[1][3]

Sin descendientes. El 4 de mayo de 1956, tras convalidación de sucesión decretada el 7 de marzo de 1952 (BOE del día 16), le sucedió su hermana:
- María Isabel de Chávarri y Aldecoa (1886-Arenas, Guecho, 1 de diciembre de 1975), III marquesa de Chávarri.[1][3]

Casó con Álvaro Alcalá-Galiano y Vildósola, III conde del Real Aprecio. El 8 de octubre de 1980, previa orden del 13 de febrero de 1978 para que se le expidiese la correspondiente carta de sucesión (BOE del 22 de marzo), le sucedió su nieto:
- José Ignacio Alcalá-Galiano y Ferrer, IV marqués de Chávarri, licenciado en Ciencias Económicas y Empresariales por la Universidad Comercial de Deusto (Bilbao).[4][3]

Casó con María Herrera y Díaz de Atauri.